# 大革命前后天津革命基地
大革命前后天津革命基地是中国共产党天津地方党组织负责人、国民党中央执行委员会候补委员于方舟在天津成立的国民党直隶省党部和天津市党部的所在地，位于当时的天津英租界义庆里40号（今和平区南京路原义庆里21号），后来中国共产党天津执委机关也搬迁至此，这里曾成为当时中国共产党在天津革命活动的指挥中心。 建该筑曾为天津市文物保护单位。现已拆除。
　　